# Alain Sévêque
Alain Sévêque, né le 27 octobre 1950, est un homme politique français. 

## Carrière politique
Il est élu conseiller municipal d'Agneaux (Manche) en 2008. En 2014, il est élu maire, succédant à Alain Métral. Sa liste l'emporte avec 56,88 % des voix contre celle divers gauche de Daniel Pincé (43,11 %). 
Aux élections municipales de 2020, seul en lice, il est réélu avec 100 % des voix. Le 10 juillet 2020, il est élu 10e vice-président de Saint-Lô Agglo chargé des ressources humaines. En décembre 2020, après Valérie Blandin, première suppléante, il refuse à son tour de succéder au sénateur Jean Bizet qui vient de démissionner, alors qu'il occupe la deuxième place de suppléant.
Maire pendant dix ans, il démissionne en septembre 2024 de son mandat. Il se dit fier de la réfection de la place Edmond-Piédagnel, du projet Microfolie à la médiathèque, de la rénovation des écoles, de la création des jardins familiaux et de la maison médicale et de la remise en état complète de la route de Périers.

## Détail des mandats

### Mandats locaux
- Du 6 avril 2014 à septembre 2024 : maire d'Agneaux

### Mandats nationaux
- 2 décembre 2020 - 3 décembre 2020 : sénateur de la Manche